# Chelemys megalonyx
Chelemys megalonyx là một loài động vật có vú trong họ Cricetidae, bộ Gặm nhấm. Loài này được Waterhouse mô tả năm 1844.